# Midosztaurin
A midosztaurin egy több támadáspontú proteinkináz inhibitor, amely Rydapt néven, lágy kapszula formában van forgalomban. Indikációi az akut myeloid leukémia (AML), myelodiszpláziás szindróma (MDS) és előrehaladott szisztémás masztocitózis (SM) kezelése. Gátolja a protein-kináz C alfát (PKCalpha), vaszkuláris endotél növekedési faktor receptor 2-t (VEGFR2), c-kit-et, vérlemezke eredetű növekedési faktor receptort (PDGFR) és az FMS-szerű tirozinkináz 3-at (FLT3), aminek eredményeként megbomlik a sejtciklus, gátlódik a proliferáció és az angiogenezis, valamint apoptózis megy végbe. A staurosporin félszintetikus indolokarbazol származéka, a Streptomyces staurosporeus baktérium alkaloidja.

## Akut myeloid leukémia
Az egyik leggyakoribb mutáció AML-es betegekben az FMS-szerű tirozin-kináz 3 mutáció, ami regulálja a normál sejtnövekedést és differenciálódást a CD34+ hematopoetikus sejtekben. A midosztaurin aktív az onkogén CD135 (FLT3) ellen. A klinikai vizsgálatok elsősorban a relapszusos/refrakter AML-re és MDS-re összpontosítottak. A sikeres II. fázisú klinikai vizsgálatok után bebizonyosodott a randomizált klinikai fázis III. vizsgálatokban, hogy a midosztaurin meghosszabbítja az FLT3-mutált AML-betegek túlélését hagyományos indukciós és konszolidációs kombinációs terápiában.
2017. április 28-án az FDA jóváhagyta a midosztaurint újonnan diagnosztizált AML-ben szenvedő felnőtt betegek kezelésére, akik pozitívak onkogén FLT3 mutációra. A szert standard daunorubicin és citarabin indukciós és nagy dózisú citarabin konszolidációs kemoterápiával kombinálva adják, amelyet a teljes választ adó betegeknél egy monoterápiában adott Rydapt fenntartó kezelés követ. A midosztaurin szedése előtt az AML-ben szenvedő betegeknél validált vizsgálattal meg kell erősíteni az FLT3-mutációt, ezért a gyógyszert társdiagnosztikával, a LeukoStrat CDx FLT3 mutációs vizsgálattal együtt engedélyezték.

## Szisztémás masztocitózis
SM-ben neoplasztikus hízósejtek akkumulálódnak  a csontvelőben, bőrben, valamint előrehaladott esetekben egyéb szervekben is. A felnőttkori szisztémás masztocitózisban szenvedő betegek több mint 95%-a, és a bőr mastocytosisban szenvedő gyermekek körülbelül 40%-a pozitív a D816V c-Kit aktiváló mutációra, amely rezisztenssé teszi a betegeket a jelenleg elérhető tirozin-kináz inhibitorokkal szemben.  A midosztaurin előrehaladott szisztémás masztocitózisban szenvedő és D816V c-Kit mutációval rendelkező betegek vizsgálati kezelése során klinikai választ ért el. A masztocitózis okozta szervkárosodásban szenvedő betegek nyílt klinikai vizsgálatában  a midosztaurin monoterápiában hatékonyságot mutatott előrehaladott szisztémás masztocitózisban és hízósejtes leukémiában is.

## Mellékhatások
Gyakori mellékhatásai között szerepelnek immunrendszerrel kapcsolatos elváltozások (láz, lázas neutropenia), bőrtünetekkel járó problémák (exfoliativ dermatitis, petechia) és különböző nem specifikus tünetek, mint hányinger, hányás és fejfájás. Toxikus a tüdőre, valamint terhesség alatt károsítja a magzatot. A midosztaurin főként a CYP3A4 enzimek által végzett, extenzív hepaticus metabolizmuson megy keresztül, amit számos, egyidejűleg alkalmazott gyógyszer indukálhat vagy gátolhat.

## Fordítás
Ez a szócikk részben vagy egészben  a   Midostaurin című angol Wikipédia-szócikk ezen változatának fordításán alapul.  Az eredeti cikk szerkesztőit annak laptörténete sorolja fel. Ez a jelzés csupán a megfogalmazás eredetét és a szerzői jogokat jelzi, nem szolgál a cikkben szereplő információk forrásmegjelöléseként.